# Đảng Công nhân Singapore
Đảng Công nhân Singapore (tên tiếng Anh: Workers' Party of Singapore, viết tắt: WP; chữ Hoa giản thể: 新加坡工人党, Hán Việt: Tân Gia Ba Công nhân đảng) là một trong những đảng đối lập lớn nhất của Singapore, nắm giữ một trong 84 ghế thông qua bầu cử và 1 ghế không thông qua bầu cử của Nghị viện Singapore. Tổng thư ký của đảng là Lưu Trình Cường (Low Thia Kiang), ông cũng là đảng viên đang giữ ghế đại biểu nghị viện (thông qua bầu cử) đại diện cho khu vực Hậu Cảng. Đương kim chủ tịch Đảng là bà Sylvia Lâm Thụy Liên và cũng là đại biểu nghị viện Singapore không thông qua bầu cử (Non-Constituency Member of Parliament - NCMP). Đảng cũng từng nắm giữ 2 ghế đại biểu như vậy từ năm 1997 tới 2001, với ghế NCMP thuộc về Joshua Benjamin Jeyaretnam. Về khuynh hướng chính trị, đảng Công nhân Singapore là một đảng chính trị trung tả.

## Ban chấp hành Trung ương Đảng Công nhân Singapore
- Sylvia Lâm Thụy Liên (林瑞莲), Chủ tịch Đảng
- Mohammed Rahizan bin Yaacob, Phó Chủ tịch Đảng
- Lưu Trình Cường, Tổng bí thư
- Eric Trần Ân Trung (陈恩忠), Thủ quỹ
- Lý Lệ Liên (李丽连), Phó Thủ quỹ
- Nhiêu Hân Long, Organising Secretary
- Hoàng Thụy Mĩ (黄瑞美), Organising Secretary
- Perry Đổng Chí Quang (董志光), Ủy viên
- Hứa Tuấn Vinh (许俊荣), Trưởng ban phụ trách website kiêm Chủ tịch Đoàn thanh niên
- Phương Vinh Phát (方荣发), Phó ban phụ trách website
- Bác sĩ Phó Nhật Nguyên (傅日源), Ủy viên
- Jane Long Tú Kim (龙秀金), Ủy viên
- Brandon Tiêu Vệ Dân (萧卫民), Ủy viên
- Glenda Hàn Tô Mĩ (韩苏美), Ủy viên